# Некоторые не попадут в ад
«Некоторые не попадут в ад» — автобиографический роман русского писателя Захара Прилепина, повествующий о военных буднях во время конфликта на Донбассе. Сам писатель определяет жанр романа как «роман-фантасмагория». Опубликован на русском в 2019 году в издательстве «АСТ», также был переведен и издан на сербском языке и на польском языке [2].